# Emil Pavel Lány
Emil Pavel Lány (6. července 1879 Černilov – 5. května 1945 Praha) byl český šlechtic a jeden z nejvýznamnějších právníků první republiky.

## Život
Pocházel z české černilovské větve původem uherského rodů Lányiů. Vystudoval práva na Karlově univerzitě. Od roku 1920 působil na ministerstvu spravedlnosti ČSR a od roku 1926 rovněž na právnické fakultě Karlovy univerzity.
V roce 1928 byl jmenován delegátem československé vlády v Mezinárodní komisi trestní a vězeňské a roku 1937 byl jmenován prezidentem Vrchního zemského soudu ČSR v Praze.
V letech 1932–1937 byl členem Synodní rady Českobratrské církve evangelické. Také se věnoval studiu historie: zajímal se o specifické výpovědní prameny městských hrdelních soudů, o tzv. smolné knihy. Zpracoval edice Knih černých jinak smolných z měst Bystrého, Dobrušky, Solnice a Smidar ze 16.–18. století.
Za druhé světové války působil v odboji, byl ve styku s československou exilovou vládou v Londýně a spoluzakladatelem (spolu s bývalým ministrem zahraničí Kamilem Kroftou a básníkem Jaroslavem Kvapilem) odbojové organizace PRNV spolupracoval s domácí ilegální bojovou skupinou československého důstojnictva. Byl odhalen, 24. června 1944 zatčen gestapem a umístěn do vazby na Pankráci. Začátkem Pražského povstání měl být převezen do zámečku na Jenerálce, kde byli internování další představitelé odboje. Zahynul v průběhu útoku německých letadel na Soudní náměstí.
Připomínkou významné osobnosti justice a vězeňství je pamětní deska umístěná v průchodu do Pankrácké věznice. JUDr. Lány je, spolu s dalšími soudci a soudními úředníky, vzpomenut na pamětní desce věnované obětem druhé světové války na náměstí Hrdinů a je vzpomenut i na dalších místech v Praze.
Letecký útok na Soudní náměstí je zachycen ve filmu Osvobození Prahy.